# Dekanat Anoia
Dekanat Anoia – jeden z 9 dekanatów diecezji Sant Feliu de Llobregat w Hiszpanii. 
Według stanu na lipiec 2016 w jego skład wchodziło 11 parafii. 

## Lista parafii
Źródło:
| Lp. | Miejscowość               | Parafia                                    | Proboszcz                     | Kościół                                               | Grafika | Adres                                               |
| --- | ------------------------- | ------------------------------------------ | ----------------------------- | ----------------------------------------------------- | ------- | --------------------------------------------------- |
| 1   | Lavern                    | Parafia św. Piotra                         | Mn. Ruiz Elias, Albert        | Kościół św. Piotra w Lavern                           |         | Pl. de l’Església, s/n 08739 Lavern (Subirats)      |
| 2   | Mediona                   | Parafia św. Jana                           | Mn. Pausas Mestres, Francesc  | Kościół św. Jana w Mediona                            |         | Església, 6 08773 Mediona                           |
| 3   | Mediona                   | Parafia Najświętszej Maryi Panny z Mediona | Mn. Pausas Mestres, Francesc  | Kościół Najświętszej Maryi Panny z Mediona w Mediona  |         | Pl. Església, s/n Sant Pere Sacarrera 08773 Mediona |
| 4   | Monistrol d’Anoia         | Parafia Najświętszej Maryi Panny           | Mn. Catasús Pallerola, Carles | Kościół Najświętszej Maryi Panny w Monistrol d’Anoia  |         | 08770 Monistrol d’Anoia (Sant Sadurní d’Anoia)      |
| 5   | Sant Jaume Sesoliveres    | Parafia św. Jakuba                         | Mn. Fons Esteve, Josep M.     | Kościół św. Jakuba w Sant Jaume Sesoliveres           |         | Padró, 5 08784 Sant Jaume Sesoliveres (Piera)       |
| 6   | Sant Llorenç d’Hortons    | Parafia św. Wawrzyńca                      | Mn. Ruiz Ramon, Josep Ramon   | Kościół św. Wawrzyńca w Sant Llorenç d’Hortons        |         | Pl. Rectoria s/n 08791 Sant Llorenç d’Hortons       |
| 7   | Sant Pere de Riudebitlles | Parafia św. Piotra                         | Mn. Catasús Pallerola, Carles | Kościół św. Piotra w Sant Pere de Riudebitlles        |         | Major, 37 08776 Sant Pere de Riudebitlles           |
| 8   | Sant Quintí de Mediona    | Parafia w Sant Quintí de Mediona           | Mn. Pausas Mestres, Francesc  | Kościół w Sant Quintí de Mediona                      |         | Pl. Església, 1 08777 Sant Quintí de Mediona        |
| 9   | Sant Sadurní d’Anoia      | Parafia w Sant Sadurní d’Anoia             | Mn. Pausas Mestres, Francesc  | Kościół w Sant Sadurní d’Anoia                        |         | Pl. Doctor Salvans, 1 08770 Sant Sadurní d’Anoia    |
| 10  | Subirats                  | Parafia św. Piotra                         | Mn. Catasús Pallerola, Carles | Kościół św. Piotra w Subirats                         |         | Santuari Mare de Déu de la Fontsanta 08739 Subirats |
| 11  | Torrelavit                | Parafia Najświętszej Maryi Panny z Lavit   | Mn. Ruiz Ramon, Josep Ramon   | Kościół Najświętszej Maryi Panny z Lavit w Torrelavit |         | 08775 Torrelavit                                    |